# Теорема Волда
Теорема Волда — утверждение математической статистики, согласно которому каждый слабо стационарный временной ряд можно представить в виде скользящего среднего бесконечного порядка {\displaystyle \mathrm {MA} (\infty )}. Такое представление называют представлением скользящим средним для временных рядов.
Установлена Херманом Волдом.
Формально:
{\displaystyle Y_{t}=\sum _{j=0}^{\infty }b_{j}\varepsilon _{t-j}+\eta _{t}},
где:
- {\displaystyle Y_{t}} — рассматриваемый временной ряд,
- {\displaystyle \varepsilon _{t}} — белый шум на входе линейного фильтра {\displaystyle \{b_{j}\}}; также применяется термин «инновация» (англ. innovation)
- {\displaystyle b_{j}} — последовательность коэффициентов скользящего среднего (параметров или весов)
- {\displaystyle \eta _{t}} — детерминированная компонента; равна нулю, если у {\displaystyle Y_{t}} нет трендов.

Коэффициенты {\displaystyle b_{j}} удовлетворяют следующим условиям:
1. {\displaystyle b_{0}=1}
2. ряд {\displaystyle b_{j}} сходится абсолютно: {\displaystyle \sum _{j=1}^{\infty }|b_{j}|<\infty }
3. отсутствуют члены с {\displaystyle j<0}
4. постоянны (не зависят от {\displaystyle t})